# 内野宮正英
内野宮 正英（うちのみや まさよし、1938年11月29日 - 2019年2月）は、日本の政治家。宮崎県児湯郡川南町長（2期）。

## 来歴
東京農業大学卒業。JA尾鈴参事などを経て、1999年に川南町議会議員に初当選。2001年5月1日から2002年9月24日まで第32代議長を務めた。2003年4月の川南町長選挙で初当選を果たした。同月27日に就任した。2007年の町長選挙では無投票で再選を果たした。

### 2011年川南町長選挙
2007年とは一転して、選挙戦となり新人3人との争いとなったが、日高昭彦に敗れて落選した。
※当日有権者数：13,596人 最終投票率：73.76%（前回比：-pts）
| 候補者名   | 年齢 | 所属党派 | 新旧別 | 得票数  | 得票率 | 推薦・支持 |
| ---------- | ---- | -------- | ------ | ------- | ------ | ---------- |
| 日高昭彦   | 51   | 無所属   | 新     | 4,973票 | 49.9%  | -          |
| 内野宮正英 | 72   | 無所属   | 現     | 3,038票 | 30.5%  | -          |
| 今井伸二   | -    | 無所属   | 新     | 1,503票 | 15.1%  | -          |
| 湯地和夫   | -    | 無所属   | 新     | 454票   | 4.6%   | -          |

## 町長時代の出来事
在任中は口蹄疫と鳥インフルエンザに見舞われた。

## 栄典
- 歿後 - 正六位[1]
- 歿後 - 旭日双光章[1]